# 嬰兒床

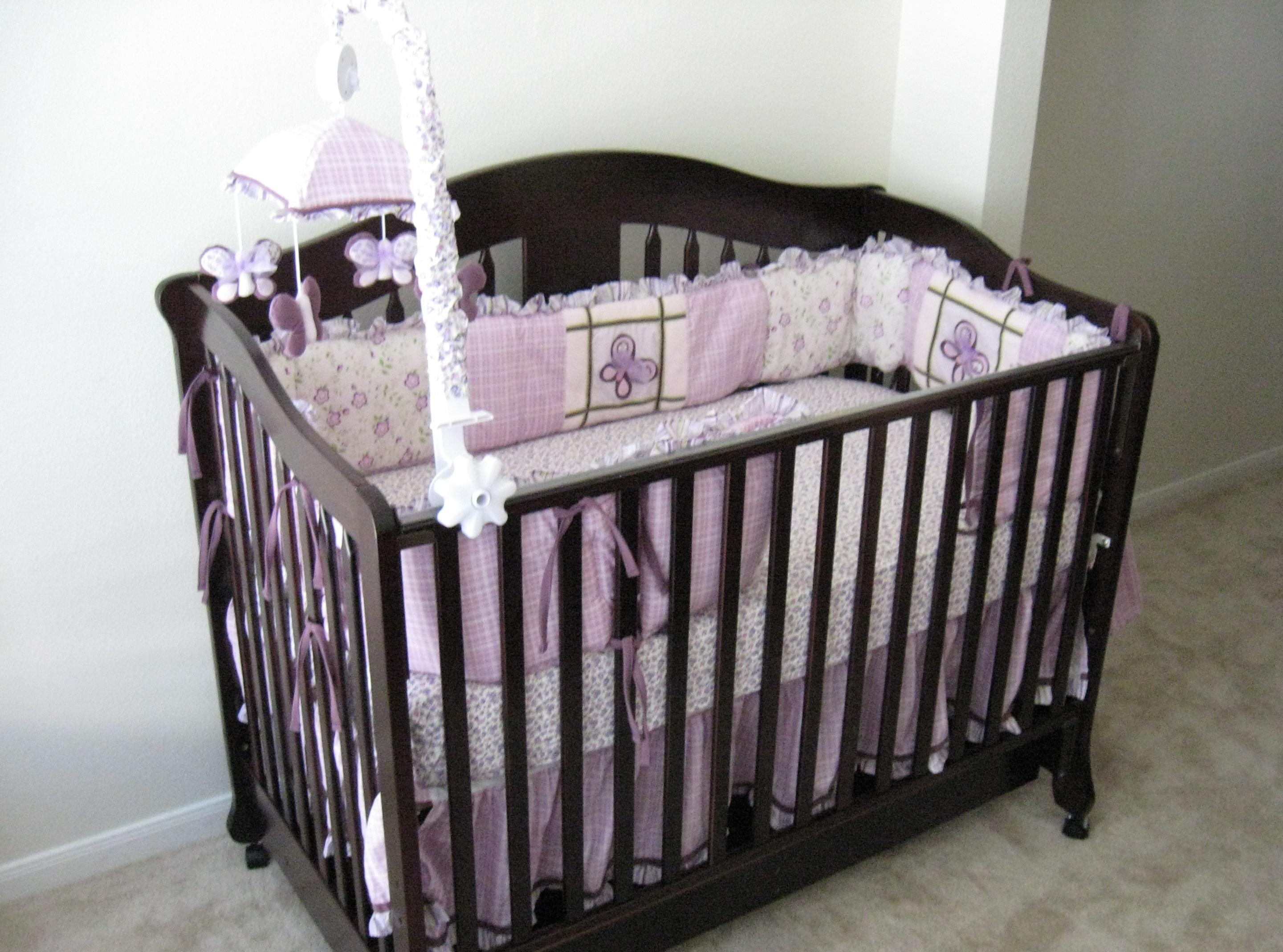
婴儿床

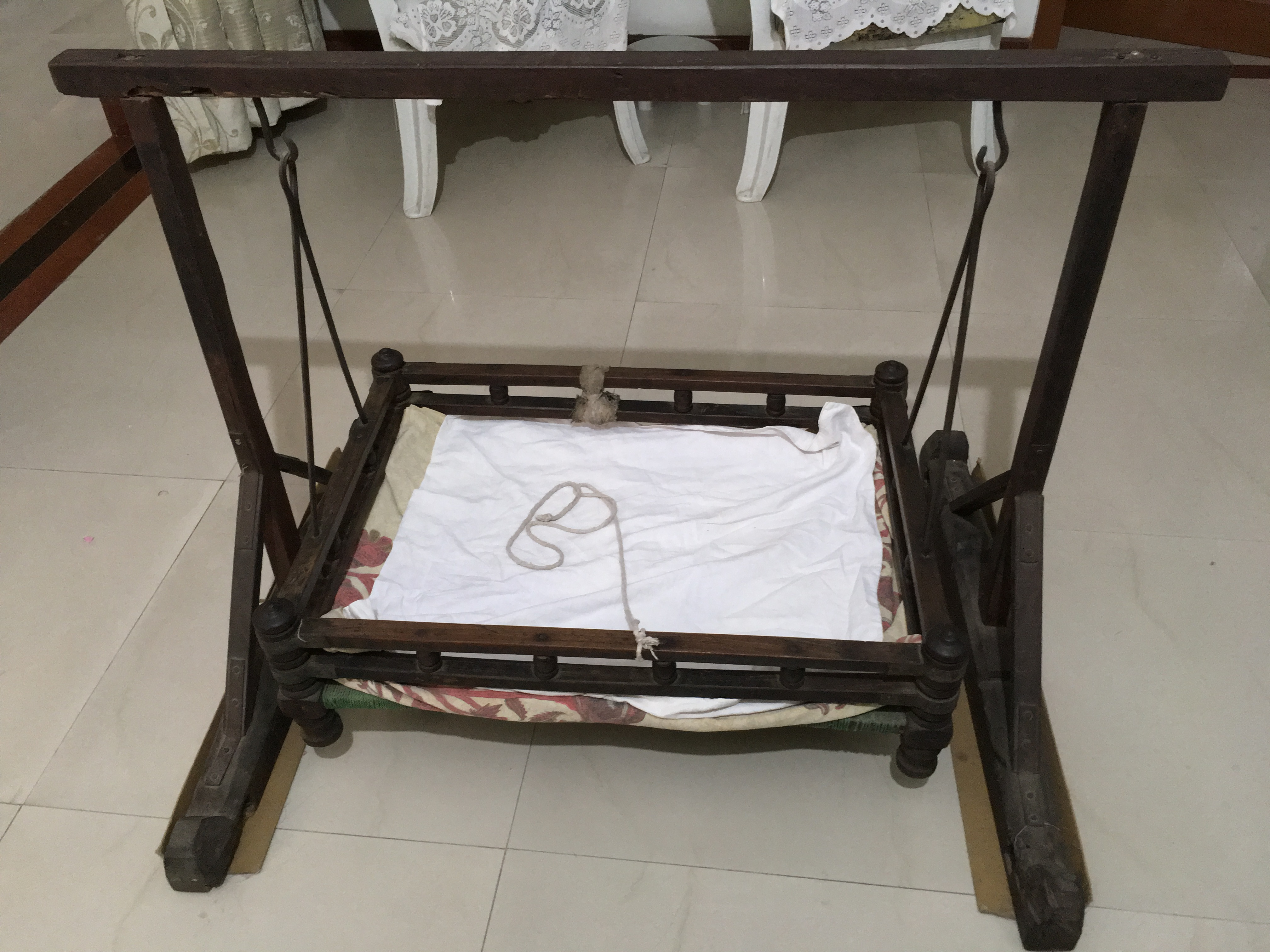
從印度圖像的木製搖籃

嬰兒床是四周有護欄的小型床，讓嬰兒和非常年幼的兒童使用，提供他們一個安全舒適的坐臥之處，並培養良好的睡眠習慣。

## 設計
嬰兒床最大的特色是周圍有護欄，保護嬰兒和幼童不至於摔落床下。過往由於護欄設計不當，容易導致嬰兒的頸部夾於護欄之間，導致嬰兒窒息。現在嬰兒床的設計都要符合安全標準，護欄寬度不能讓嬰兒頭部通過，避免嬰兒因為頭部被夾而傷亡，寬度太小 則怕 卡住手腳。